# Michael Succow

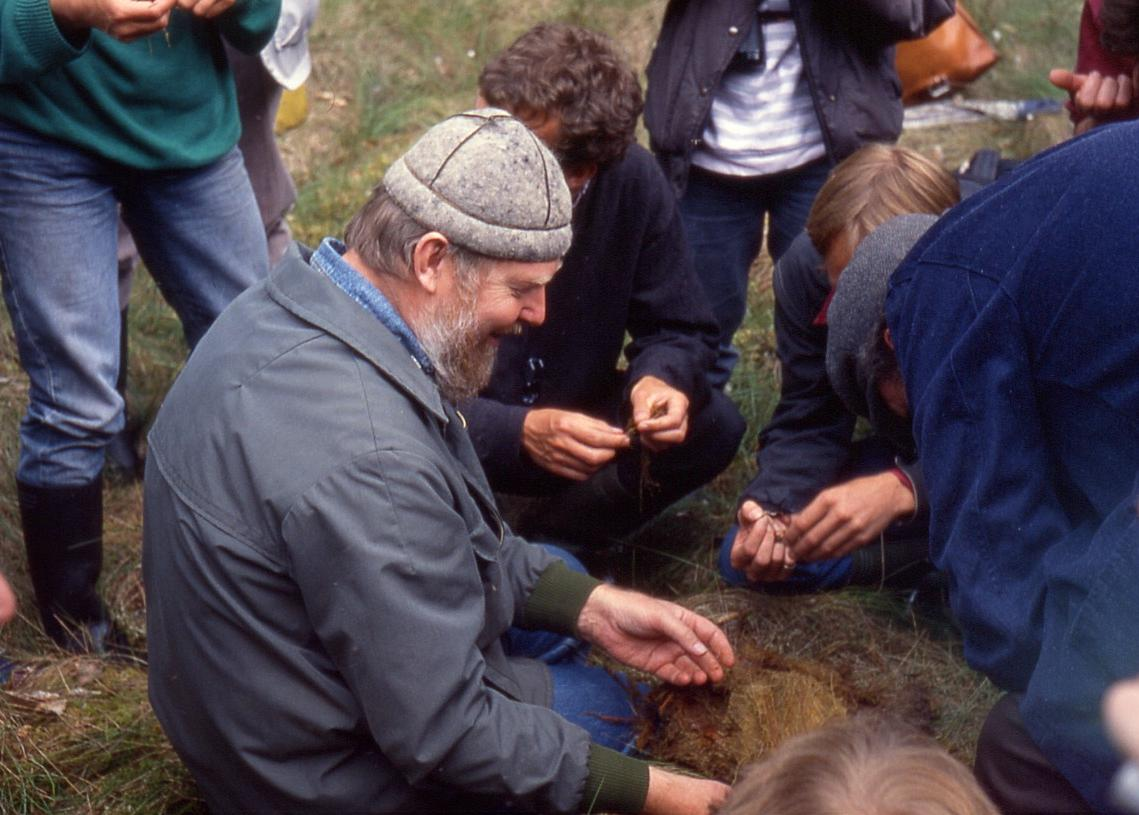
Michael Succow 1991 während einer Exkursion in einem Moor in Brandenburg

Michael Succow (* 21. April 1941 in Lüdersdorf, Landkreis Oberbarnim) ist ein deutscher Biologe und Agrarwissenschaftler. In zahlreichen wissenschaftlichen Publikationen hat er sich insbesondere als Moor-Ökologe auch international profiliert. Vor allem seine ökologisch-hydrologische Moortypisierung gilt heute als Standardwerk der Moorkunde.
Seit 1997 ist er Träger des Right Livelihood Award in Anerkennung seiner Verdienste um die Einrichtung vieler Naturschutz-Großreservate in Ostdeutschland, Osteuropa und Asien. Die Ostsee-Zeitung bezeichnete ihn wegen seines kontinuierlichen, leidenschaftlichen Engagements als einen „Wanderprediger für den Naturschutz“.
2015 erhielt er den Ehrenpreis der Deutschen Bundesstiftung Umwelt als „Ausnahmepersönlichkeit im Naturschutz“.

## Beruflicher Werdegang

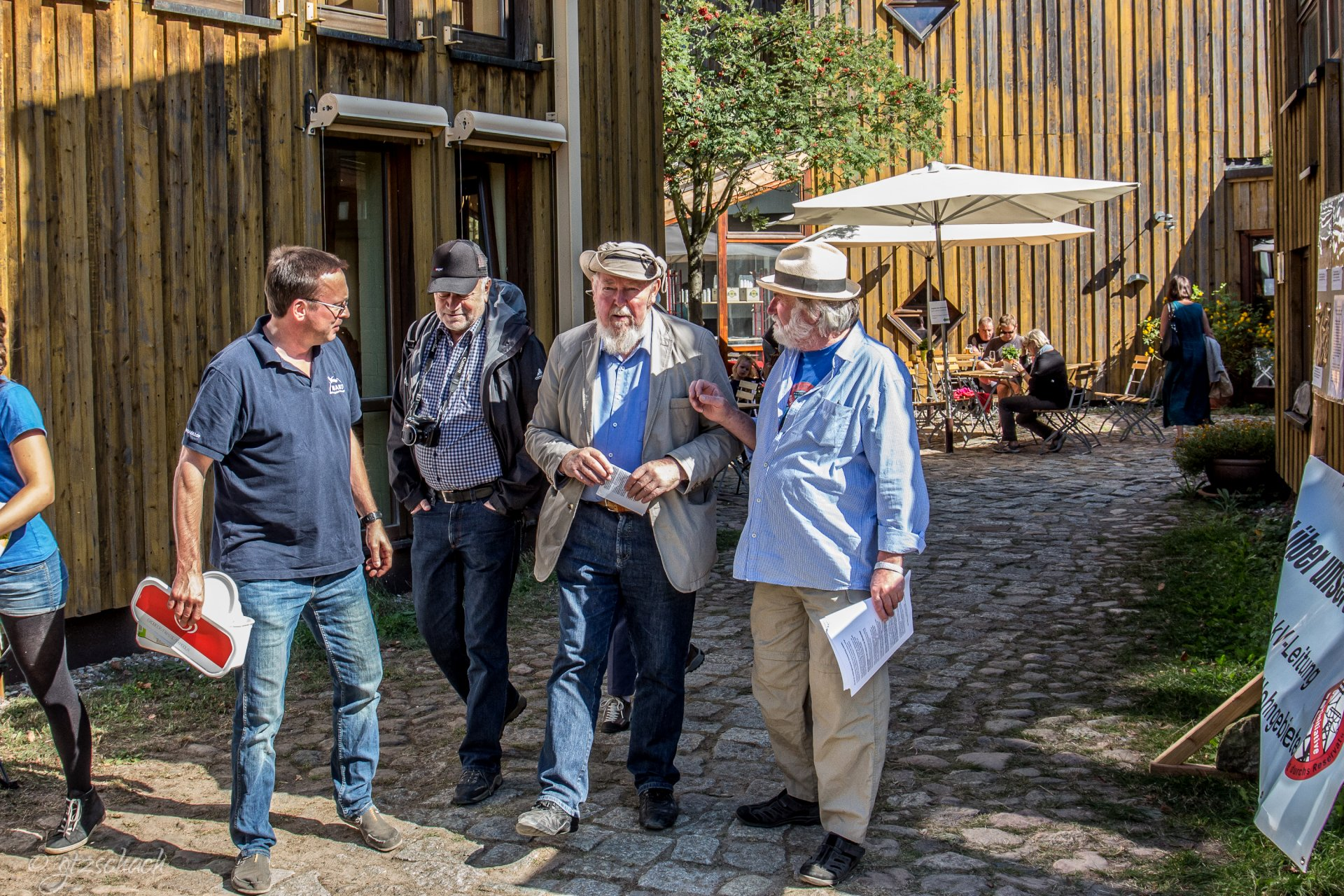
Succow im NABU-Erlebniszentrum Blumberger Mühle, 2016

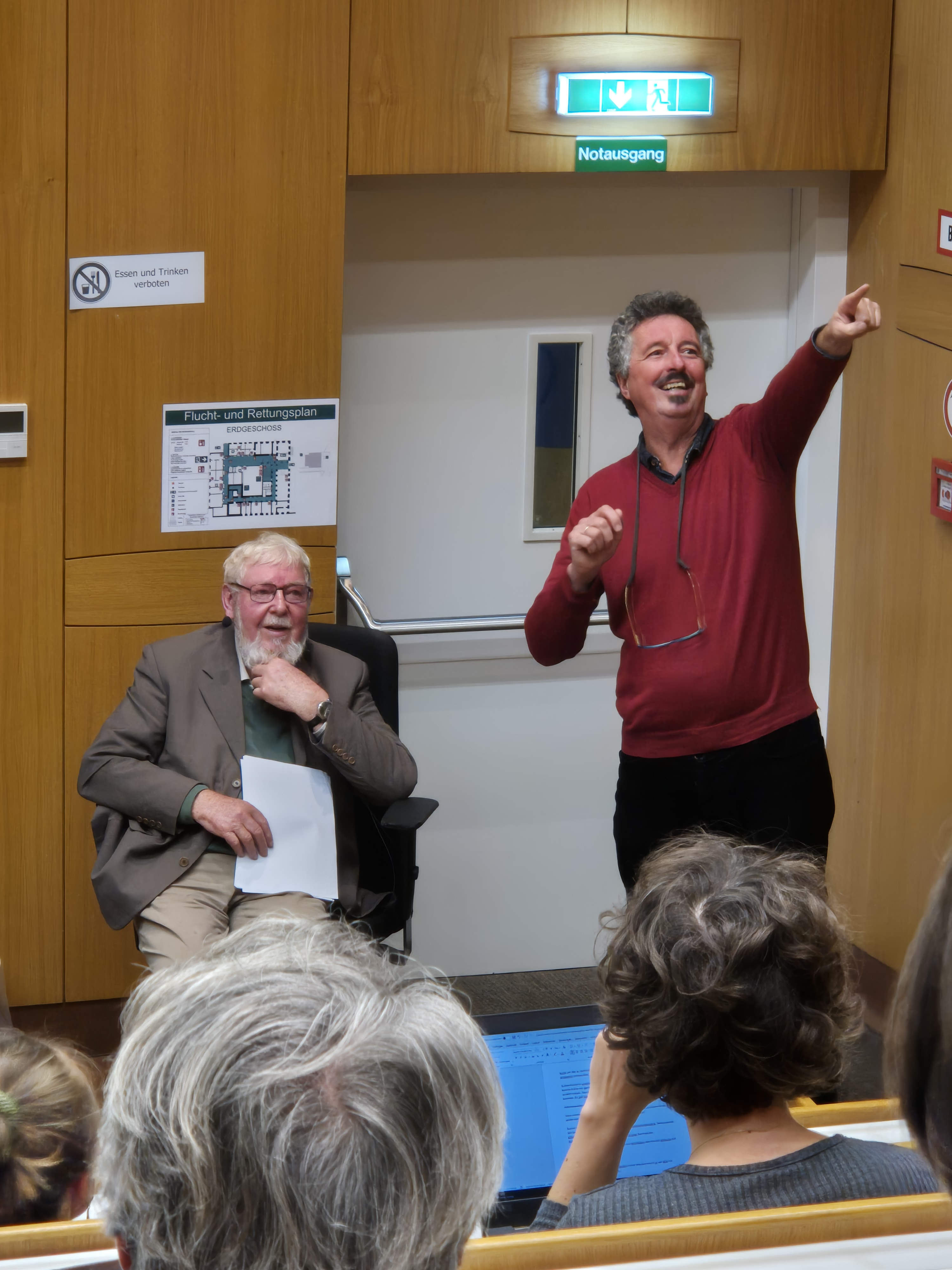
Succow 2024 bei einem Vortrag an der Universität Wien. Rechts Thomas Wrbka, Präsident des Naturschutzbunds Österreich.

Von 1960 bis 1965 studierte der Bauernsohn Succow Biologie an der Ernst-Moritz-Arndt-Universität Greifswald, wo er bei Franz Fukarek promoviert wurde. Danach war er vier Jahre lang wissenschaftlicher Assistent am Botanischen Institut dieser Hochschule. Nachdem er offen mit den Reformprozessen des Prager Frühlings sympathisiert hatte, musste er 1969 seine universitäre Laufbahn auf Druck des DDR-Regimes zunächst aufgeben. Succow arbeitete nun von 1969 bis 1973 als bodenkundlicher Standorterkunder und später als Brigadeleiter im VEB Meliorationskombinat Bad Freienwalde an der Umwandlung von Mooren in landwirtschaftliche Nutzflächen. Nach seiner Promotion 1970 mit einem moorvegetationskundlichen Thema arbeitete er mehrere Monate in der Mongolei beim Aufbau eines Staatsgutes, bevor er langjähriger wissenschaftlicher Mitarbeiter am Bodenkundlichen Institut der Akademie der Landwirtschaftswissenschaften der DDR wurde. 1987 wurde Succow zum Professor der Akademie der Landwirtschaftswissenschaften der DDR ernannt, nachdem er sich wiederum mit einem moorkundlichen Thema habilitiert hatte. Seine Bücher Moore in der Landschaft (1986) und Landschaftsökologische Moorkunde (1988) wurden jeweils sowohl in der DDR als auch in der BRD aufgelegt und zu Standardwerken für Biologie und Naturschutz.
Nach der einzigen freien Wahl zur Volkskammer im März 1990 wurde Succow zum stellvertretenden Minister für Natur-, Umweltschutz und Wasserwirtschaft der DDR und für Ressourcenschutz und Landnutzungsplanung verantwortlich. Am 12. September 1990 wurde auf Betreiben Succows im Ministerrat der DDR – auf dessen letzter Sitzung vor seiner Auflösung – das Nationalpark-Programm beschlossen, mit dem sieben Prozent der Fläche der DDR als Nationalpark oder Biosphärenreservat unter strengen Naturschutz gestellt wurden.
Nach der Wiedervereinigung und der Auflösung des DDR-Umweltministeriums nahm Michael Succow 1990/91 eine Gastprofessur an der Technischen Universität Berlin am Institut für Ökologie an. Nach verschiedenen beratenden Tätigkeiten für das Land Brandenburg und auf internationaler Ebene – beispielsweise in Georgien mit der Initiierung von sieben Nationalparks – kam 1992 eine Berufung zum Universitätsprofessor für Geobotanik und Landschaftsökologie und Direktor des Botanischen Institutes und Botanischen Gartens der Universität Greifswald als Nachfolger seines Doktorvaters Franz Fukarek. In den Folgejahren baute er einen eigenen Studiengang „Landschaftsökologie und Naturschutz“ auf.
Daneben arbeitet Succow seit 1990 in verschiedenen Ländern Osteuropas sowie in Zentral- und Ostasien, um dort Naturschutzgroßprojekte zu durchzuführen: UNESCO-Weltnaturerbe-Gebiete in Kamtschatka, im Lena-Delta und in Karelien, Biosphärenreservate der UNESCO in Kirgisistan, Kasachstan und Usbekistan sowie Nationalparks in der Mongolei, in Georgien, in Russland und Belarus. Nach Gründung der „Michael Succow Stiftung zum Schutz der Natur“, die er mit dem Preisgeld für den Alternativen Nobelpreis aufbaute, unterstützt er vor allem die Republik Aserbaidschan bei der Umsetzung eines Nationalparkprogramms mit bis zu acht Reservaten.
Succow bekleidet neben seiner beruflichen Arbeit zahlreiche Ehrenämter und wissenschaftliche Beiratsfunktionen in Naturschutzorganisationen und -institutionen, so beispielsweise im Kuratorium der Stiftung für Ökologie und Demokratie. Von 1990 bis 2003 war er Vizepräsident des Naturschutzbund Deutschland (NABU).

## Veröffentlichungen
Selbständige Werke
- Moore in der Landschaft : Entstehung, Haushalt, Lebewelt, Verbreitung, Nutzung und Erhaltung der Moore. Urania-Verlag 1986, ISBN 3-332-00021-7
- Landschaftsökologische Moorkunde. Fischer 1988, ISBN 3-334-00129-6

Beiträge zu
- Der Rat von Sachverständigen für Umweltfragen: Umweltgutachten 1996. Metzler-Poeschel 1996, ISBN 3-8246-0545-7
- Die Krise als Chance – Naturschutz in neuer Dimension. Findling 2001, ISBN 3-933603-10-2
- mit Lebrecht Jeschke und Hans Dieter Knapp: Naturschutz in Deutschland: Rückblicke, Einblicke, Ausblicke. Ch. Links Verlag, Berlin 2012, ISBN 978-3-86153-686-4.

## Auszeichnungen
- 1990: Lina-Hähnle-Medaille des Naturschutzbundes Deutschland
- 1990: Deutscher Kulturpreis für das Nationalparkprojekt „Unteres Odertal“ (Deutsch-Polnischer Nationalpark)
- 1991: Hans-Klose-Preis der Alfred Toepfer Stiftung F. V. S.
- 1992: Bruno H. Schubert-Preis[5]
- 1992: Binding-Preis für Natur- und Umweltschutz in Vaduz
- 1997: Right Livelihood Award in Stockholm
- 2000: URANIA-Medaille für besondere Leistungen in der wissenschaftlichen Volksbildung
- 2001: Goldener Baum – Umweltpreis der Stiftung für Ökologie und Demokratie e. V.
- 2001: Bundesverdienstkreuz 1. Klasse
- 2004: Ehrenprofessur der Kirgisischen Agraruniversität in Bischkek
- 2005: Verdienstorden des Landes Brandenburg
- 2006: Rubenow-Medaille der Stadt Greifswald
- 2011: Tourismuspreis Mecklenburg-Vorpommern
- 2012: Ehrensenator der Hochschule für nachhaltige Entwicklung Eberswalde
- 2015: Großes Bundesverdienstkreuz[6]
- 2015: Hans-Carl-von-Carlowitz-Nachhaltigkeitspreis 2015 in der Kategorie „National“[7]
- 2015: Ehrenpreis der Deutschen Bundesstiftung Umwelt[2]
- 2019: Ehrendoktorwürde an der Western Caspian University in Baku
- 2025: Gottfried-Wilhelm-Leibniz-Medaille